# 臨界磁場
臨界磁場（りんかいじば、Hc）とは、超伝導状態を破壊してしまう磁場の値のこと。外部からの磁場が臨界磁場より強くなければ、超伝導体はマイスナー効果により磁場を排除するが、磁場が臨界磁場を超えると超伝導状態ではなくなってしまう。磁場の反応の違いから超伝導体には第一種超伝導体と第二種超伝導体の二種類がある。第二種超伝導体はHc1とHc2の2つの臨界磁場を持つ。これからは以下の項目で述べる。

## 概要
臨界磁場は1913年にヘイケ・カメルリング・オネスによって発見された。彼は鉛（Pb、転移温度7.2K（ケルビン））線をコイル状に巻いて電磁石を作り、強力な磁場を発生させようと試みた。鉛合金線を長さ1cm、直径8mmの管に千回巻いてコイルにし、転移温度まで下げて電流を流したところ、0.8A（アンペア）以上の電流を流せなかった。それ以上の電流を流すと、超伝導状態が壊れてしまったからである。これにより、鉛コイルが作り出した磁場により超伝導状態が壊れたのだと考えられ、その磁場の値を臨界磁場とした。
臨界磁場Hcは転移温度Tcではゼロである。温度Tの下降と共に大きくなる。転移温度Tcとの間に経験的に
{\displaystyle H_{\mathrm {c} }(T)=H_{\mathrm {c} }(0)\left[1-\left({\frac {T}{T_{\mathrm {c} }}}\right)^{2}\right]}
のような関係がある。転移温度、臨界磁場、臨界電流は互いに密接に関係している。

## 第一種超伝導体
第一種超伝導体（だいいっしゅちょうでんどうたい、英: type-I superconductor）とは磁場をかけるとマイスナー効果により磁場を排除するが、臨界磁場Hcを越えると超伝導状態が突然、消滅してしまう超伝導体のことである。
チタンや鉛などの超伝導になる金属元素のうち、ニオブ（Nb）とバナジウム （V）以外が第一種超伝導体に含まれる。2種類以上の金属元素からなる合金はすべて第二種超伝導体に含まれる。
図では超伝導状態と常伝導状態の境目の磁場が臨界磁場である。

## 第二種超伝導体
第二種超伝導体（だいにしゅちょうでんどうたい、英: type-II superconductor）とは、主に化合物からできている超伝導体で、磁場の強さをあげていくと、内部のひずみや不純物などの常伝導体に磁場が侵入するが、電気抵抗ゼロのまま超伝導と常伝導が共存した状態になることができる超伝導体である。臨界磁場はHc1とHc2の二種類をもつ。大きな磁場をかけても、常伝導状態の部分にいわば磁束の逃げ道が出来ているため、超伝導状態を維持することができる。さらに磁場を強くしていくと超伝導状態は完全に壊れる。第二種超伝導体は第一種超伝導体に比べ、数十倍～数百倍の磁場を加えても超伝導状態を維持できるため、超伝導磁石のコイル等の実用化には第二種超伝導体が必須である。ニオブチタンやニオブスズを用いた超伝導電磁石は実用されており、核磁気共鳴に使われている。合金や化合物からなる超伝導体、銅酸化物高温超伝導体、ニオブ（Nb）とバナジウム （V）は第二種超伝導体である。
超伝導体内部に磁束が進入している状態のときにピン止め効果が起きるのも第二種超伝導体の特徴である。超伝導状態部分に囲まれた常伝導状態部分を通る磁束はh/2πeの整数倍（hはプランク定数、eは素電荷）の値しかとることができない。これは超伝導状態部分で、クーパー対を形成している電子の位相の周期的境界条件によるもので磁束の量子化と呼ばれる。
図では超伝導状態と超伝導と常伝導の共存状態との境目の磁場が臨界磁場Hc1、超伝導と常伝導が共存状態から常伝導状態との境目の磁場が臨界磁場Hc2である。